# Ermita del Humilladero (Ávila)
La ermita del Humilladero es un templo católico de la ciudad española de Ávila, cuya construcción se remonta al siglo XVI.

## Descripción

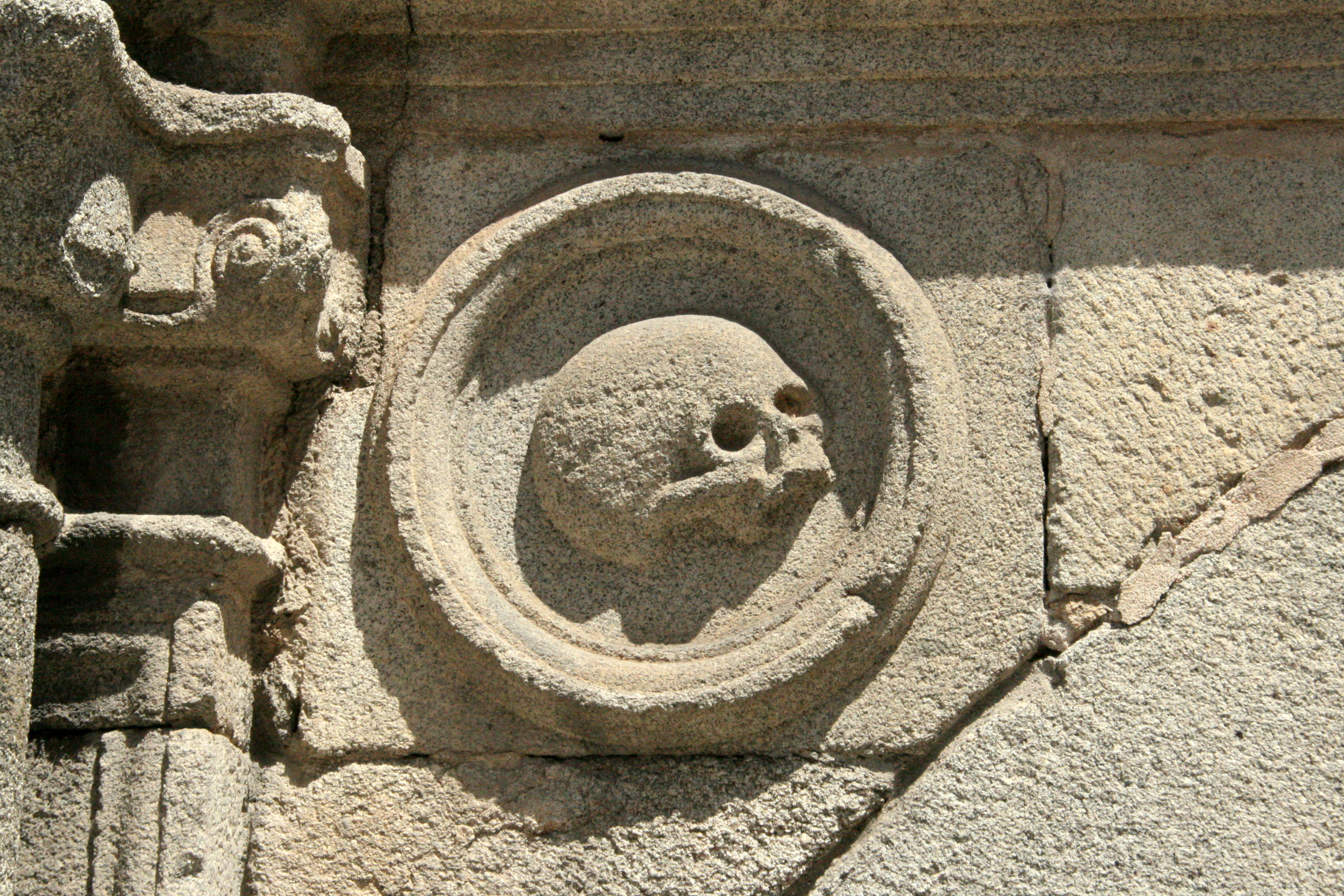
Detalle de la fachada

Ubicada en la ciudad de Ávila, también es denominada «humilladero de la Vera Cruz». Se trata de una ermita de piedra sillería berroqueña cuya construcción estuvo detenida entre 1552 y 1594, según Juan Martín Carramolino. Tras nivelarse el camino que de la ciudad salía hacia Madrid se soterró la fachada principal (la sur) hasta la mitad de la puerta. Se ubica a escasos metros de la basílica de San Vicente.